# Alex J. O'Connor
Alex J. O'Connor, (født 27. marts 1999) bedre kendt online som CosmicSkeptic, er en engelsk YouTuber, der uploader debatter og argumenter om religion, moral og filosofi, blandt andet i sin podcast "Within Reason". Han har bl.a. interviewet tænkere som Richard Dawkins og Peter Singer i sine podcasts. Han dimitterede med grader i filosofi og teologi ved St John's College ved Oxford University og er ateist.
O'Connor blev allerede som teenager kendt på de sociale medier efter optræden i mange podcasts og andre sammenhænge i spørgsmål om religion og åndelighed. O'Connors YouTube-kanal havde i februar 2025 ca. 1,26 millioner abonnenter og havde i alt haft knap 232 millioner visninger.